# 天使の3P!
『天使の3P!』（てんしのスリーピース）は、蒼山サグによる日本のライトノベルおよびそれを原作としたメディアミックス作品。イラストはてぃんくるが担当。電撃文庫（アスキー・メディアワークス→KADOKAWA）より2012年6月から2018年2月まで刊行された。2017年2月時点でシリーズ累計部数は34万部を記録している。著者自らが作中の曲をボーカロイドでインターネット上に公開するなどしている。
2015年10月に開催されたイベント「電撃文庫 秋の祭典2015」においてユニットプロジェクト決定&ドラマCD化が発表された。イラスト担当てぃんくるによって2015年5月2日同人イベントCOMIC1☆9で『ロウきゅーぶ！』とのコラボで湊智花と五島潤が衣装を交換しているイラストのグッズや貫井くるみのイラストのグッズ等が頒布された。『ロウきゅーぶ！』と『天使の3P!』のコラボイラストは2016年3月18日発行の『てぃんくるイラストレーションズQuintet Tea partyロウきゅーぶ！』にも収録された。

## あらすじ
1巻
過去のトラウマから不登校の自称引きこもりとなっていた高校生・貫井響は、暇な時間を持て余してギターを始め、動画サイトに自作の曲をアップしていた。ある日、過去に自分が作った曲を聴き、その作者に会いたいというメールが送られてくる。現状を変えようという思いもあって行ってみると、そこには小学5年生の少女3人が待っていた。話を聞くと3人の暮らす児童養護施設「リトルウイング」が、規模縮小のために別館の教会を手放すことになったため、思い出作りに教会で行うライブに協力してほしいと頼まれる。戸惑いながらも3人の演奏に興味を持った響は協力することになるが、なぜか彼女たちはクラスメイトをライブに呼ぼうとしない。その後、3人が自らが育った「リトルウィング」を悪く言われることへの恐れから周囲と距離を取って友達を作れない現状を知る。そのため、自らも行動することを決意。ついに復学し、ライブの宣伝を行う。その行動に勇気づけられた3人は、クラスメイトを呼び、結果教会でのライブを成功させる。ライブ後、3人がライブをできる場所を残したいと考えた響は教会をイベントスペースとして使うことを提案。最初の猶予として1か月を貰い、3人と共に音楽活動を続けていく。
2巻
自分たちのバンドをもっと広く知ってもらうためにどうしたら良いかと考えたリトルウィングの3人は、響の提案から自分たちのプロモーションビデオを作ることにした。そして素材撮影を兼ねたキャンプに出かけ、色々とトラブルがありながらもなんとか良いビデオの撮影に成功。動画サイトに投稿された動画は予想以上の反響を呼ぶことになったものの、希美こそが消息不明の孫と悟った母方の祖父・ライアン=ブルネルがイギリスより訪れ、解散の危機に。希美と、希美の幸せを願うが故に本心を伝えられず戸惑う潤達とですれ違ってしまう。
潤達の覚悟を無駄にすまいとした希美の意志を基に手続きに移り、イギリスで暮らす為の準備が着々と進む。心残りからくるみとの贖罪デート中にすら上の空となってしまい、くるみから叱咤激励されて、遠慮を捨て希美に自分の気持ちを伝える決意をする。
マスター等に遠慮していたことや偽りなき本心、リトルウィングで暮らしたいことを伝える希美に、響と同じように思っていた潤やそらも加わり、「ずっと一緒にいよう」と決意を新たにする。
3巻
響とネット上で親交のあった、双龍島と呼ばれる孤島に住む「霧夢」からリヤン・ド・ファミユに島おこしの招待状が届く。祭りに合わせてバンドを披露して欲しいと頼まれたリトルウィングの面々は、若干の怪しさを覚えつつもその招待に乗ることにする。またしてもくるみが置いてけぼりになる中、一行が到着した双龍島で出迎えてくれたのは優しい島の人々。その中には相ヶ江柚葉の姿もあった。お祭りに向けて演奏の準備を進める一行だが、次第にトラブルに巻き込まれるとともに、双龍島の伝統の負の側面にも触れていくことに。因習に囚われ続けていた女子小学生こそ、今回招待状を送ってくれた霧夢本人と知り、孤島の伝統と、個人として自由に生きるべきであるという当然の理念との狭間でどう対処するべきか悩むものの、ついには彼女の実母に協力する決意、霧夢を神社から引きずり出す決意を固める。なんとか霧夢と初めての顔合わせを実現させると、「音楽」と「絵」を融合させた新しいライブを成功させた。
4巻
霧夢と柚葉が響たちの住む街に引っ越してきてますます慌ただしくなる響の周辺。そんな中、霧夢がリヤン・ド・ファミユに対抗するべくバンドの結成を目論み出す。柚葉を仲間に引き込むと、次には響の妹のくるみに頼み込みメンバーに加入してもらうことに。響はリヤン・ド・ファミユに加えてそちらの新結成バンドの面倒も見ることになり、二つのバンドをのちに控えるミニライブの成功へと導いていく。
5巻
二学期が始まり響の高校では文化祭へ向けた準備が着々と進んでいく。部活に所属していない響はクラス展示の委員になってしまうのだが、案の定なかなかうまく準備が進まない。その様子を見た桜花に「人間関係の経験のなさ」を指摘され、かつて引きこもりであった自分の惨めさを痛感する。一方リヤン・ド・ファミユはキッズバンドフェスが開かれることを知りその準備に大忙し。再戦のチャンスが巡ってきたことに霧夢らも士気を高めていく。そして文化祭の準備を通じて関係を深めていく響と桜花の二人は、お互いが所謂両片想いと知り、自覚していき、やがて感情と向き合うことを余儀なくされる。
6巻
キッズバンドフェスの選考結果が発表され、結果はリヤン・ド・ファミユもDragon≒Nutsも落選。Dragon≒Nutsの面々は悔しがりつつも次に向けての対策を前向きに検討する一方で、教会で演奏することだけがモチベーションのリヤン・ド・ファミユの面々は気持ちを切り替えられずにいた。練習でも心ここにあらずの状態が続き、次第にバンドの雰囲気も悪くなっていく。打開策の見えない中、リヤン・ド・ファミユにはモチベーションの維持に不可欠な目標がないことに、すなわち、教会を守りたいという一心でバンド活動を始めた彼女たちにも、新たな目標が必要だと気づく。そんな折、リトルウィングでもクリスマスイベントを開催することになり、そこで彼女たちは新たな目標を見つけることとなる。
7巻
シリーズ初の短編集。『電撃文庫MAGAZINE』に掲載されていた4編に加えて、時系列的にそのまま6巻の続きとなる正月のエピソードが書き下ろされている。その書き下ろしの短編では、これまで登場することのなかった貫井家の両親が登場する。

## 登場人物

### 主人公
貫井響（ぬくい きょう）
声 - 井上雄貴
本作の主人公。新井田西高校普通科1年A組。コミュ障気味だが、根はまじめで穏和な性格。
小学生時代に国語の時間で発表した詩が気取りすぎだと、イジメ(長年のからかいやポエマー呼ばわり)を受けて、中学1年にして不登校となっていた。
高校合格を機に復学を図るも踏み出せず、暇な時間を持て余し始めたギターやDTMに明け暮れる日々を過ごしていた。動画サイトにて「ひびきP」を名乗って自作曲をアップしており、これが出会いの契機となる。
11月15日生まれ。血液型A型。愛用楽器はFender USA Jazzmaster（中古）とK.Yairiのアコーステックギター（中古）。

### リトルウイング
児童養護施設。住居として使っている建物の隣に教会があり、ライブの際は礼拝堂を会場にしている。現在生活しているのは保護者の正義を含めて5人のみで、規模縮小のために引っ越す予定だったが、響に教会をイベントスペースとして運営することを提案され、まず1か月様子を見ることになる。

#### リヤン・ド・ファミユ
リトルウイングに住む女子小学生3人によるスリーピースロックバンド。引越しが決まった際にロック好きの正義への恩返しの為に結成されたバンドであり、正義のヴィンテージ楽器コレクションで演奏するのが特色。当初は、バンド名に児童施設と同じ名前である「リトルウイング」を使っていたが、一緒の名前だと混乱を生むという理由から、桜花のアルバイト先の店名「Saonois」の下にあった家族の絆を意味するフランス語由来の、「Lien de famille」へ改名した。
五島潤（ごとう じゅん）
声 - 大野柚布子
本作のヒロインの一人。城見台小学校5年2組。メインボーカル&ギター担当。泣き虫で怖がりな性格だが、思い切った行動に出ることもある。口癖で「わにゃ」と言う。
耳が良く、響が匿名で投稿した即興曲とボーカロイドソフトを使って投稿した曲の作者が同一人物と気づいたことが、響と3人が出会うきっかけとなった。
響本人へ好意と思慕を、曲や詞に憧れを抱く。希美や桜花に遠慮してか基本控えめながら、その真っ直ぐで純粋な思慕と言動に、響はときに戸惑うことも。
8月8日生まれ。血液型A型。愛用楽器はFender USA Duo-Sonic。
『天使の3P!』キャラクター人気投票では第1位。
紅葉谷希美（もみじだに のぞみ）
声 - 遠藤ゆりか
本作のヒロインの一人。城見台小学校5年2組。ベース担当。勝気な性格だが、根は繊細。イギリス人とのハーフであるため、同世代に比べて体格が良い。
日本人の父(姓は紅葉谷で名は不明)は希美が生まれた直後に亡くなっており、イギリス人の母のリサに女手一つで育てられたが、その母も数年前に病死した。
そらの策略で下着割烹着姿にされた挙句、響の目の前で割烹着を捲られパンツをバッチリ見られてしまうシーンがある。小説の挿絵・漫画（作者別の複数パターン）アニメと色々なパターンのパンチラシーンがある。小説では純白だったが、アニメでは淡いピンク。
10月21日生まれ。血液型AB型。愛用楽器はHofner・500/1。
『天使の3P!』キャラクター人気投票では第4位。
金城そら（かねしろ そら）
声 - 古賀葵
本作のヒロインの一人。城見台小学校5年2組。ドラム担当。常に眠たげな表情でマイペース。「はむ」と言う口癖がある。
周囲の騒動を気にせず平然としている他、お風呂中と伝える為に裸で響を出迎える等、時折突拍子もない行動を取ることがある。ブレのない正確な演奏が特徴で、現在3人の中で一番うまい。
次回予告の懺悔室ではブッチー武者を演じている。
12月1日生まれ。血液型AB型。愛用楽器はGretsch bop kit。
『天使の3P!』キャラクター人気投票では第3位。

#### その他の住人
鳥海桜花（とりうみ さくら）
声 - 伊藤かな恵
新井田西高校普通科1年A組。中学時代に響のクラスに転入し、会話をしたことはなかったが、響の詩が好きで、不登校だった響にプリントを届けたり気にかけていた。
パン屋「Saonois（サオノア）」でアルバイトをしている。趣味は釣りで、3巻の最後では響に釣り竿をプレゼントしている。
アニメ版では原作と比べると登場が早く、第1話から登場。
3月8日生まれ。血液型O型。
『天使の3P!』キャラクター人気投票では第5位。
佐渡正義（さわたり まさよし）
声 - 大川透
児童養護施設「リトルウィング」の責任者。大らかでさっぱりした性格。施設の子どもたちからは「マスター」と呼ばれ慕われている。
ロック好きで様々な楽器を所有しており、潤たちがバンドを組むきっかけとなる。桜花同様釣りが趣味だがルアーを使う桜花とは相容れない。

### Dragon≒Nuts
リヤン・ド・ファミユに対抗する形で霧夢が立ち上げたバンドグループ。演奏に合わせ霧夢がイラストを描き、スクリーンに映す演出を行う。アニメ版では12話に登場するが、バンド名については決まっていないと言及しており具体的に紹介されていない。
貫井くるみ（ぬくい くるみ）
声 - 日高里菜
城見台小学校5年2組。響に憎まれ口を叩きながらも何かと世話を焼く兄想いな響の妹。
学校ではクラス委員長を務め、家では家事の5割以上をこなすしっかり者だがお兄ちゃん子。
ピアノを習っており、霧夢に挑発される形でDragon≒Nutsのキーボード担当として加入。
11月19日生まれ。血液型A型。愛用楽器(習い事用)はヤマハ P-95 。
アニメ版では桜花同様原作と比べると登場が早く、第1話から登場。
『天使の3P!』キャラクター人気投票では第2位。
尾城小梅（おぎ こうめ）
声 - 花澤香菜
城見台小学校5年2組。「霧夢」のハンドルネームで活動する人気のネット絵師。響の曲を気に入りイメージイラストを描いていた。生い立ちから世間とずれたところもある自信家。気の強い性格で、自分より背の高い潤をちんちくりん呼ばわりし、ライバル意識をもっている。
双龍島で信仰される「貴龍の神子」のため、跡継ぎが5歳になってからその子供と入れ替わりで自由になるまでは神社の敷地からは出ることができなかったが、 響の協力の下、先代龍の神子の実母のはからいで解放され、響達の住む街に引っ越してくる。
尚、彼女の出自関連のストーリーについて作者は、本作における唯一の絶対的なファンタジー要素としている。
7月7日生まれ。血液型AB型。
相ヶ江柚葉（あいがえ ゆずは）
声 - 井口裕香
城見台小学校5年2組。双龍島出身の少女。
小学5年生にして桜花にも劣らぬプロポーションの持ち主で、響たちと初対面の時は中学二年生と偽っていた。
代々龍の神子に仕える相ヶ江家出身のため、双龍島での一件解決後も霧夢に同伴してきた。
略奪愛への憧れや愛人願望を響に打ち明ける危うさ等から、特に響は、和解後もしばしば翻弄されている。
担当は歌唱力を活かしたメインボーカルと、バリトンギターのFender VI。
ビギナーながら懸命な演奏で、安価なDTM音源やキーボードでは困難なギターパートを補う。
6月10日生まれ。血液型はAB型。

### 家族関係者
貫井啓介（ぬくい けいすけ）
響の父親。メガネをかけた温和な性格。製薬会社に勤務しており、仕事の都合上、なかなか家に帰ることがない。
貫井あづき（ぬくい あづき）
響の母親。夫と同じ製薬会社に勤務している。くるみとは性格は似ていないが発想や行動がそっくりなので似ているかどうかは親戚でも意見が分かれている。くるみに負けず劣らず、響のことが大好き。
ライアン・ブルネル
声 - ヴィナイ・マーシー
イギリス人で希美の母方の祖父。
娘のリサが日本人男性(リサの夫で希美の父)と駆け落ちし、日本に行ってしまったことに激怒していたが、リサが希美を出産して毎年クリスマスに近況報告の幼い孫の希美の写真付きの手紙を送ってきたのを読んで冷静となり、リサの幸せを願って見守っていた。
しかし、数年前からリサと音信不通になり探していたところで、孫の希美をインターネット動画のPV(リヤン・ド・ファミユで音楽活動している映像)で偶然見つけ、いとこのアリスに通訳を頼んで共に日本のリトルウィングにやってくる。
リサの結婚を認めず、駆け落ちされて日本でリサが病死したという最悪の結果になってしまって後悔している。
当初は孫の希美を引きとって、イギリスで養子にしようとしていたが、希美に断られ、最終的にそれを受け入れて納得する。
日本語はしゃべれない。
アニメ版の最終話では、孫の希美らリヤン・ド・ファミユ3人が活躍している写真を、イギリスのロンドンにある会社の執務室でスマホを用いて見て喜ぶシーンがある。
アリス・スティーブンソン
声 - 山縣美礼
ライアンのいとこの女性。イギリス人だが日本語も達者である。親戚にあたる希美を含め、リトルウィングの孤児たちを可愛がる。

### 双龍島
尾城小百合（おぎ さゆり）
声 - 日笠陽子
双龍島の観光協会の職員の女性。島にやって来た響たちを出迎える。小梅の実母で、島の風習に疑問を抱いていた。
尾城健太（おぎ けんた）
声 - 三宅健太
小百合の夫。双龍島でペンションを経営している。かなりの釣りバカ。

### その他
元村ユナ（もとむら ゆな）
雑貨屋の店主。親切だがいい加減な性格でノリで雑貨屋を始めるも経営は上手くいっていない。霧夢の母とは友人で引っ越してきた霧夢と柚葉の身元を引き受けている。
和光智佳子（わこう ちかこ）
パン屋「Saonois（サオノア）」のオーナー。人見知りなため筆談で会話を行なうが、響の着替え中に更衣室に入ったり、突拍子もないアイデアでバイトを振り回すなど喋らないだけで性格は下世話で図々しい。桜花の事情を理解して面倒なシフトも受けてくれている。

## 評価
評論本『ライトノベル・フロントライン 2』には『ロウきゅーぶ!』同様に「小学生のひたむきさが伝わってくる作風は健全そのもので、読者をグッと引き寄せる最大の魅力となっている」とした一方で、前作と比較すると「わにゃ」といったゼロ年代に流行った「変わった口調」を用いているなどキャラクター造形にはやや難があると記載されている。

## 既刊一覧

### 小説
| 巻数 | タイトル     | 初版発行日（発売日）   | ISBN              |
| ---- | ------------ | ---------------------- | ----------------- |
| 1    | 天使の3P!    | 2012年6月10日（同日）  | 978-4-04-886627-9 |
| 2    | 天使の3P!×2  | 2013年10月10日（同日） | 978-4-04-866025-9 |
| 3    | 天使の3P!×3  | 2014年6月10日（同日）  | 978-4-04-866646-6 |
| 4    | 天使の3P!×4  | 2014年10月10日（同日） | 978-4-04-869007-2 |
| 5    | 天使の3P!×5  | 2015年2月10日（同日）  | 978-4-04-869257-1 |
| 6    | 天使の3P!×6  | 2015年10月10日（同日） | 978-4-04-865448-7 |
| 7    | 天使の3P!×7  | 2016年4月9日（同日）   | 978-4-04-865877-5 |
| 8    | 天使の3P!×8  | 2016年10月8日（同日）  | 978-4-04-892405-4 |
| 9    | 天使の3P!×9  | 2017年3月10日（同日）  | 978-4-04-892746-8 |
| 10   | 天使の3P!×10 | 2017年7月7日（同日）   | 978-4-04-893229-5 |
| 11   | 天使の3P!×11 | 2018年2月10日（同日）  | 978-4-04-893618-7 |

### 漫画

#### 天使の3P!
『電撃G'sコミック』（KADOKAWA）Vol.2より連載。作画は水谷悠珠。原作をベースとしたコミカライズ。
| 巻数 | タイトル      | 発売日         | ISBN              |
| ---- | ------------- | -------------- | ----------------- |
| 1    | 天使の3P! (1) | 2014年11月10日 | 978-4-04-869030-0 |
| 2    | 天使の3P! (2) | 2015年7月10日  | 978-4-04-865214-8 |
| 3    | 天使の3P! (3) | 2016年2月10日  | 978-4-04-865746-4 |
| 4    | 天使の3P! (4) | 2016年10月8日  | 978-4-04-892475-7 |
| 5    | 天使の3P! (5) | 2017年7月10日  | 978-4-04-892984-4 |
| 6    | 天使の3P! (6) | 2017年9月8日   | 978-4-04-893316-2 |
| 7    | 天使の3P! (7) | 2018年7月10日  | 978-4-04-893898-3 |
| 8    | 天使の3P! (8) | 2018年11月27日 | 978-4-04-912184-1 |

#### 天使の3P!の3P!!
『電撃萌王』（KADOKAWA）2013年12月号より連載。作画はおーみや。原作の舞台背景を使ったパロディコミック。1話3ページのギャグストーリーで、「こんな天使の3P!はいやだ」という煽り文句がつけられている。そのため、連載はこちらが先行ながら、単行本発行は下記のコミカライズより遅れた。
| 巻数 | タイトル           | 発売日        | ISBN              |
| ---- | ------------------ | ------------- | ----------------- |
| 1    | 天使の3P!の3P!! #1 | 2015年7月10日 | 978-4-04-865170-7 |
| 2    | 天使の3P!の3P!! #2 | 2017年3月10日 | 978-4-04-892571-6 |

### 関連書籍
| タイトル                                                   | 発売日        | ISBN              |
| ---------------------------------------------------------- | ------------- | ----------------- |
| てぃんくるイラストレーションズ Sextet Tea Party 天使の3P！ | 2019年3月28日 | 978-4-04-912398-2 |

## テレビアニメ
2016年10月に開催されたイベント「電撃文庫 秋の祭典2016」にてテレビアニメ化が発表され、2017年7月より9月までTOKYO MXほかにて放送された。
演奏シーンにモーションキャプチャが用いられており、そのうちギターにはLoVendoЯの元メンバーである魚住有希が参加している。

### スタッフ
- 原作 - 蒼山サグ[6]
- キャラクター原案 - てぃんくる[6]
- 監督 - 柳伸亮[6]
- 副監督 - いわたかずや[10]
- シリーズ構成・脚本 - 雑破業[6]
- キャラクターデザイン - 野口孝行[6]
- プロップデザイン - 北山景子、矢野茜、奥田佳子[10]
- 楽器デザイン - 大藤玲一郎[10]
- 美術監督 - 田邉浩子[10]
- 美術設定 - 成田偉保、渡部隆[10]
- 色彩設計 - 鈴木ようこ[10]
- CGラインディレクター - 遠藤誠[10]
- 撮影監督 - 川田哲矢[10]
- 編集 - 三嶋章紀[10]
- 音響監督 - 納谷僚介[10]
- 音楽 - 松田彬人[10]
- 音楽制作 - ランティス[6]
- 音楽プロデューサー - 木皿陽平[10]
- プロデュース - 里見哲朗[10]
- プロデューサー - 川村仁[37]、和田敦[37]、百武弘二[37]、清水美佳[37]、山崎史紀[37]、木皿陽平[37]、宮城惣次[37]、岡村武真[37]
- 制作プロデューサー - 糀谷智司[10]
- アニメーションプロデュース - バーナムスタジオ[10]
- アニメーション制作 - project No.9[6]
- 製作 - リトルウイング[10]

### 主題歌
オープニングテーマ「羽ばたきのバースデイ」（第2話 - 第8話、第10話、第11話）
作詞 - 真崎エリカ / 作曲・編曲 - 高橋諒 / 歌 - Baby's breath［五島潤（大野柚布子）、紅葉谷希美（遠藤ゆりか）、金城そら（古賀葵）］
第12話ではエンディングテーマとして使用。
エンディングテーマ「楔」（第1話 - 第3話、第7話、第8話、第10話、第11話）
作詞 - 真崎エリカ / 作曲・編曲 - 本多友紀 / 歌 - Baby's breath［五島潤（大野柚布子）、紅葉谷希美（遠藤ゆりか）、金城そら（古賀葵）］
エンディングテーマとして使用されていない話でもエンディングクレジットには表示される。
挿入歌
「深海プリズナー」（第1話）
作詞 - 真崎エリカ / 作曲・編曲 - 高田暁 / 歌 - 五島潤（大野柚布子）、紅葉谷希美（遠藤ゆりか）、金城そら（古賀葵）
「深海プリズナー（ボーカルソフトアレンジ）」（第1話）
作詞 - 真崎エリカ / 作曲・編曲 - 高田暁 / 歌 - ボーカルソフト音声（小倉唯）
「HOWLING」（第4話、第5話、第9話）
作詞 - 真崎エリカ / 作曲・編曲 - 佐伯高志 / 歌 - 五島潤（大野柚布子）、紅葉谷希美（遠藤ゆりか）、金城そら（古賀葵）
「大切がきこえる」（第6話）
作詞 - 真崎エリカ / 作曲・編曲 - 奈須野新平、廣澤優也 / 歌 - 五島潤（大野柚布子）、紅葉谷希美（遠藤ゆりか）、金城そら（古賀葵）
「INNOCENT BLUE（ボーカルソフトアレンジ）」（第7話、第8話）
作詞 - 真崎エリカ / 作曲・編曲 - Meis Clauson / 歌 - ボーカルソフト音声（小倉唯）
「INNOCENT BLUE」（第9話）
作詞 - 真崎エリカ / 作曲・編曲 - Meis Clauson / 歌 - 五島潤（大野柚布子）、紅葉谷希美（遠藤ゆりか）、金城そら（古賀葵）
「大切がきこえる（双龍島アレンジ）」（第9話）
作詞 - 真崎エリカ / 作曲・編曲 - 奈須野新平、廣澤優也 / 歌 - 五島潤（大野柚布子）、紅葉谷希美（遠藤ゆりか）、金城そら（古賀葵）
「サクラサクミライコイユメ」（第10話）
作詞・作曲 - tororo / 編曲 - Angel Note / 歌 - 相ヶ江柚葉（井口裕香）
「感じてKnight」（第10話）
作詞 - 伊達歩 / 作曲 - 水谷公正 / 編曲・演奏 - LAZY
「大切がきこえる（ボーカルソフトピアノアレンジ）」（第12話）
作詞 - 真崎エリカ / 作曲 - 奈須野新平、廣澤優也 / 編曲 - ラムシーニ / 歌 - ボーカルソフト音声（小倉唯）
「大切がきこえる（ピアノアレンジ）」（第12話）
作詞 - 真崎エリカ / 作曲 - 奈須野新平、廣澤優也 / 編曲 - ラムシーニ / 歌 - 相ヶ江柚葉（井口裕香）
「ファーストテイク」（第12話）
作詞 - 真崎エリカ / 作曲・編曲 - 伊藤賢 / 歌 - 五島潤（大野柚布子）、紅葉谷希美（遠藤ゆりか）、金城そら（古賀葵）

### 各話リスト
| 話数 | サブタイトル                                                                             | 絵コンテ     | 演出         | 作画監督                                                     | 総作画監督        |
| ---- | ---------------------------------------------------------------------------------------- | ------------ | ------------ | ------------------------------------------------------------ | ----------------- |
| #01  | 小学生にドッキリ！                                                                       | 柳伸亮       | 篠崎康行     | 松尾真彦 渡辺奏                                              | 野口孝行          |
| #02  | いっしょにやりたい気持ち                                                                 | いわたかずや | 蔵本穂高     | 森出剛 藤澤俊幸                                              | 佐藤麻里那 渡辺奏 |
| #03  | 停滞する少年の下降と逃走、そして教会から来た少女達                                       | いわたかずや | 川西泰二     | 柳孝相 正金寺直子 森出剛 藤澤俊幸                            | 野口孝行          |
| #04  | この世はすべてロックンロール                                                             | 河原龍太     | 河原龍太     | 柳孝相 大木賢一 西川真人 藤澤俊幸                            | 佐藤麻里那 渡辺奏 |
| #05  | 君の姿を撮るのが楽しいんだ。なぜなら君はとても可愛いのにそれに全く気がついていないから。 | 今泉賢一     | 村田尚樹     | 山村俊了 北原章雄                                            | 佐藤麻里那        |
| #06  | ベーシストを連れてくな！                                                                 | 宮澤努       | 篠崎康行     | 藤澤俊幸 森出剛                                              | 野口孝行          |
| #07  | びっくり招待状                                                                           | 中山岳洋     | 長尾聡浩     | PARK ERI SONG MIN JU                                         | 佐藤麻里那        |
| #08  | 壁画の美少女                                                                             | 藤澤俊幸     | 永野孝明     | 宝井俊介 しまだひであき                                      | 渡辺奏            |
| #09  | たどりつくのが遅かったら溺れる神様を救えなかったかもしれない小学生達                     | 今泉賢一     | 篠崎康行     | 藤澤俊幸 大木賢一 正金寺直子 森出剛 渡辺奏 田角麻奈美        | 野口孝行          |
| #10  | まるっきりデート                                                                         | 島津裕行     | 藤本義孝     | 松尾真彦 ANIHOUSE SUN 金正男                                 | 佐藤麻里那        |
| #11  | 対バンと旋律                                                                             | 今泉賢一     | 長尾聡浩     | LEE JOOHYUN ANIHOUSE SUN                                     | 佐藤麻里那        |
| #12  | 音楽を好きにならずにいられない                                                           | 藤澤俊幸     | いわたかずや | 藤澤俊幸 松尾真彦 渡辺奏 佐藤麻里那 森出剛 大木賢一 佐藤篤志 | 野口孝行          |

### 放送局
| 放送期間                | 放送時間                     | 放送局     | 対象地域 | 備考                        |
| ----------------------- | ---------------------------- | ---------- | -------- | --------------------------- |
| 2017年7月10日 - 9月25日 | 月曜 20:00 - 20:30           | AT-X       | 日本全域 | CS放送 / リピート放送あり   |
| 2017年7月11日 - 9月26日 | 火曜 0:30 - 1:00（月曜深夜） | TOKYO MX   | 東京都   |                             |
|                         |                              | サンテレビ | 兵庫県   |                             |
|                         |                              | BSフジ     | 日本全域 | BS放送 / 『アニメギルド』枠 |
|                         | 火曜 1:00 - 1:30（月曜深夜） | KBS京都    | 京都府   |                             |
| 2017年7月12日 - 9月27日 | 水曜 1:00 - 1:30（火曜深夜） | tvk        | 神奈川県 |                             |

| 配信期間                | 配信時間                     | 配信サイト |
| ----------------------- | ---------------------------- | --- |
| 2017年7月11日 - 9月26日 | 火曜 0:30 - 1:00（月曜深夜） | AbemaTV |
| 2017年7月17日 - 10月2日 | 月曜 23:30 - 火曜 0:00       | niconico |
|                         | 不明                         | GYAO! バンダイチャンネル ひかりTV J:COMオンデマンド ビデオパス dアニメストア Amazonビデオ Rakuten TV DMM.com ビデオマーケット HAPPY!動画 ムービーフルPlus |
| 2017年7月19日 - 10月4日 |                              | PlayStation Video |

| 配信期間                | 配信時間              | 配信サイト   | 対象地域 | 備考                     |
| ----------------------- | --------------------- | ------------ | -------- | ------------------------ |
| 2017年7月10日 - 9月25日 | 月曜 20:00 (CST) 更新 | ビリビリ動画 | 中国大陸 | 中国語（簡体字）字幕あり |

### BD / DVD
| 巻 | 発売日        | 収録話          | 規格品番  | 規格品番  |
| 巻 | 発売日        | 収録話          | BD        | DVD       |
| -- | ------------- | --------------- | --------- | --------- |
| 1  | 2017年10月3日 | 第1話 - 第2話   | BIXA-1171 | BIBA-3201 |
| 2  | 2017年11月2日 | 第3話 - 第4話   | BIXA-1172 | BIBA-3202 |
| 3  | 2017年12月2日 | 第5話 - 第6話   | BIXA-1173 | BIBA-3203 |
| 4  | 2018年1月6日  | 第7話 - 第8話   | BIXA-1174 | BIBA-3204 |
| 5  | 2018年2月2日  | 第9話 - 第10話  | BIXA-1175 | BIBA-3205 |
| 6  | 2018年3月2日  | 第11話 - 第12話 | BIXA-1176 | BIBA-3206 |

### Web番組
『天使の3P!ニコ生♪活動日誌』は、2017年5月3日よりニコニコ生放送にて月1回配信されているWeb番組。出演は五島潤役の大野柚布子、紅葉谷希美役の遠藤ゆりか、金城そら役の古賀葵。
ゲスト出演
#3：井上雄貴（貫井響 役）

### ゲーム
三国志大戦
セガ・インタラクティブのアーケードゲーム。
2018年10月より、本作の五島潤をモデルにした曹節が登場している。声はアニメと同じく大野柚布子が担当。